# Тарасенко Олександр Миколайович
Олекса́ндр Микола́йович Тара́сенко (20 лютого 1977 — 9 червня 2015) — солдат Збройних сил України.

## Життєпис
Народився в Миргороді, по 11 клас навчався в Петрівцівській ЗОШ, закінчив Хорольський коледж. Проходив строкову службу у лавах ЗСУ, залишився служити за контрактом. Демобілізувавшись, працював у ПСП «Ярмаківське», механіком на КХП № 1, по тому — на будівельних роботах, знайомі називали його «майстер на всі руки».
Мобілізований 30 січня 2015 року, військовослужбовець 95-ї окремої аеромобільної бригади.
Помер 9 червня 2015-го, дані про смерть різняться — згідно одних джерел, помер у військовому шпиталі після операції. В інших зазначається, що загинув під час виконання бойового завдання в зоні проведення бойових дій.
Без батька лишилися дві неповнолітні доньки.
Похований в селі Вовнянка, Миргородський район.

## Нагороди та вшанування
- Почесний громадянин Миргорода (рішення Миргородської міської ради від 17 березня 2017 року, посмертно).